# Janet.
janet. – piąty album studyjny amerykańskiej wokalistki Janet Jackson, wydany 18 maja 1993 za pośrednictwem Virgin Records. Autorami tekstów piosenek umieszczonych na albumie są obok Jackson producenci Jimmy Jam & Terry Lewis oraz Jellybean Johnson. Jest to pierwszy album wydany przez Jackson po podpisaniu wielomilionowego kontraktu z Virgin Records w 1991 (wcześniej A&M Records).
Album zadebiutował na 1. miejscu listy Billboard 200, stając się trzecim kolejnym albumem wokalistki sklasyfikowanym na szczycie notowań. 6 utworów z albumu uplasowało się w pierwszej dziesiątce listy Billboard Hot 100. „That’s the Way Love Goes” został laureatem Nagrody Grammy w kategorii Najlepszy utwór R&B (1994), zaś „Again” został nominowany do Oscara za najlepszą oryginalną piosenkę filmową. Promująca album trasa koncertowa, janet. Tour, została pozytywnie oceniona przez krytyków ze względu na przemyślane i dopracowane kreacje wokalistki i zawiłą, atrakcyjną formułę koncertów. Według RIAA album zdobył status sześciokrotnej platynowej płyty i sprzedał się w nakładzie ponad 20 milionów egzemplarzy na całym świecie. Album przez NARM i Rock and Roll Hall of Fame jako jeden z 200 ostatecznych albumów wszech czasów”.

## Spis utworów
1. „Morning” – 0:31
2. „That’s the Way Love Goes” (Janet Jackson, James Harris III, Terry Lewis) – 4:25
3. „You Know...” – 0:12
4. „You Want This” (Jackson, Harris, Lewis) – 5:05
5. „Be a Good Boy” – 0:07
6. „If” (Jackson, Harris, Lewis) – 4:31
7. „Back” – 0:04
8. „This Time” (Jackson, Harris, Lewis) – 6:58
9. „Go on Miss Janet” – 0:05
10. „Throb” (Jackson, Harris, Lewis) – 4:35
11. „What'll I Do” (Jackson, Steve Cropper, Joe Shamwell) – 4:05
12. „The Lounge” – 0:15
13. „Funky Big Band” (Jackson, Harris, Lewis) – 5:22
14. „Racism” – 0:08
15. „New Agenda” (Jackson, Harris, Lewis) – 4:00
16. „Love Pt. 2” – 0:11
17. „Because of Love” (Jackson, Harris, Lewis) – 4:20
18. „Wind” – 0:11
19. „Again” (Jackson, Harris, Lewis) – 3:47
20. „Another Lover” – 0:11
21. „Where Are You Now” (Jackson, Harris, Lewis) – 5:47
22. „Hold on Baby” – 0:10
23. „The Body That Loves You” (Jackson, Harris, Lewis) – 5:33
24. „Rain” – 0:18
25. „Any Time, Any Place” (Jackson, Harris, Lewis) – 7:08
26. „Are You Still Up” – 1:36
27. „Sweet Dreams"/"Whoops Now” (Jackson) – 5:33

### Utwory bonusowe
edycja brytyjska
1. „Sweet Dreams” – 0:14
2. „Whoops Now” – 5:17

Na opakowaniu płyty długość utworu „Whoops Now” ustalona została na 5:17 ponieważ utwór właściwy od interludium „Sweet Dreams” dzieli 18 sekund ciszy. Pomijając ciszę, prawdziwa długość piosenki to 4:59.
Australia„Oz Tour Limited Edition” – dysk bonusowy
1. „One More Chance” – 5:54
2. „Again” (Piano/Vocal) – 3:48
3. „And On And On” – 4:49
4. „70's Love Groove” – 5:45
5. „Throb” (David Morales Legendary Club Mix) – 9:00

Płyta dołączona do limitowanej edycji albumu
Edycja limitowana janet. składa się z zestawu dwóch płyt oraz czterdziestostronicowej książeczki zawierającej teksty utworów i unikatowe zdjęcia.
1. „That’s the Way Love Goes/If” (Live at the 1993 MTV VMAs) – 5:48
2. „That’s the Way Love Goes” (We Aimsta Win Mix) – 5:41
3. „Again” (French Version) – 3:53
4. „If” (Brothers in Rhythm Swing Yo Pants Mix) – 6:20
5. „One More Chance” (Randy Jackson) – 5:54
6. „That’s the Way Love Goes” (CJ Mackintosh R&B Mix) – 6:19
7. „If” (Todd Terry Janet's Jeep Mix) – 6:27
8. „Again” (Piano/Vocal) – 3:48

### Strony B
1. „One More Chance” (strona B singla „If”) – 5:54
2. „And on and On” (strona B singla „Any Time, Any Place”) – 4:50
3. „70's Love Groove” (strona B singla „You Want This”) – 5:47

## Skład
- (Ex) Cat Heads – rap
- Alice Preves – altówka
- Ann Nesby – wokal wspierający
- Bernie Edstrom – róg, trąbka
- Carolyn Daws – skrzypce
- Celine Leathead – skrzypce
- Chuck D – rap
- Core Cotton – wokal wspierający
- Daria Tedeschi – skrzypce
- Dave Karr – flet
- David Barry – gitara
- David Bullock – skrzypce
- David Carr – flet
- David Ciland – saksofon altowy
- David Eiland – saksofon
- David Rideau – mixing
- Frank Stribbling – gitara
- Gary Raynor – bass
- Hanley Daws – skrzypce
- Jamecia Bennett – wokal wspierający
- Janet Jackson – śpiew, wokal wspierający, producent
- Jean Krikorian – design
- Jeff Gottwig – clarinet, trąbka
- Jeff Taylor – gitara basowa, śpiew
- Jellybean Johnson – producent
- Jimmy Jam – keyboard, producent, śpiew
- James „Big Jim” Wright – keyboard, śpiew
- Jossie Harris – dialogi
- Kathleen Battle – śpiew
- Ken Holman – klarnet, saksofon
- Kool & the Gang
- Laura Preves – fagot
- Lawrence Waddell – organy Hammonda
- Lee Blaskey – orkiestra, dyrygent
- Len Peltier – oprawa graficzna, design
- Marie Graham – wokal wspierający
- Mark Haynes – gitara basowa, programowanie
- Merilee Klemp – obój
- Mike Sobieski – skrzypce
- Patrick Demarchelier – fotografie, oprawa graficzna
- Robert Hallgrimson – saksofon, altówka, trąbka
- Steve Hodge – mixing
- Steve Wright – trąbka
- Steven Pikal – puzon
- Stokley – perkusja
- Tamas Strasser – skrzypce, wiolonczela
- Terry Lewis – producent
- The Average White Band
- Tina Landon – dialogi
- Tom Kornacker – skrzypce

## Pozycje na listach przebojów
| Lista                          | Dostawca               | Pozycja | Certyfikaty | Wielkość sprzedaży |
| ------------------------------ | ---------------------- | ------- | ----------- | ------------------ |
| Australian ARIA Albums Chart   | ARIA                   | 1       | 2x Platyna  | 140,000            |
| Austrian Albums Chart          | IFPI                   | 7       |             |                    |
| Canadian Albums Chart          | CRIA/Nielsen SoundScan | N/A     | 3× Platyna  | 300,000            |
| Dutch Albums Chart             | NVPI/Megacharts        | 4       | Złoto       | 50,000             |
| French Albums Chart            | SNEP                   | 16      | Złoto       | 200,000            |
| German Albums Chart            | IFPI/Media Control     | 5       | Złoto       | 250,000            |
| New Zealand RIANZ Albums Chart | RIANZ                  | 1       | Platyna     | 15,000             |
| Norwegian Albums Chart         | IFPI/VG Nett           | 11      | Złoto       | 20,000             |
| South East Asia                | —                      | —       | —           | 400,000            |
| Swedish Albums Chart           | IFPI/GLF               | 5       | Złoto       | 30,000             |
| Swiss Albums Chart             | IFPI                   | 10      | Złoto       | 25,000             |
| UK Albums Chart                | BPI/OCC                | 1       | 11× Platyna | 3,300,000          |
| U.S. Billboard 200             | RIAA/Billboard         | 1       | 6 Platyna   | 7 mln              |
| U.S. Top R&B/Hip-Hop Albums    | RIAA/Billboard         | 1       | 6 Platyna   | 7 mln              |
| Świat                          | —                      | —       | —           | 20 mln             |